# Laurentischer Graben
Koordinaten: 43° 40′ 0″ N, 56° 10′ 0″ WDer Laurentische Graben ist eine tiefe Stelle im Atlantik östlich von Kanada. Er ist etwa 6000 m tief. Obwohl es sich nicht um eine Tiefseerinne im geologischen Sinne handelt, ist der Laurentische Graben eine der tiefsten Stellen im Atlantik. Der Graben wurde durch Gletschertätigkeit und Wasserströmungen des Sankt-Lorenz-Stroms gebildet.